# 2002 en Lorraine
Chronologie de la Lorraine
- 1998
- 1999
- 2000
- 2001
- 2002
- 2003
- 2004
- 2005
- 2006

Cette page est une liste d'événements qui se sont produits durant l'année 2002 en Lorraine.

## Éléments contextuels

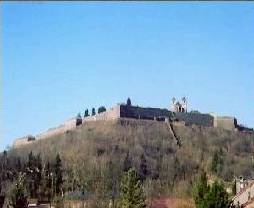
La citadelle de Montmédy en 2002

- Sur les 14 130 édifices protégés au titre des Monuments historiques par le ministère de la Culture et de la Communication (2002), 1629 se situent en Lorraine (Culture de la Lorraine).

## Événements

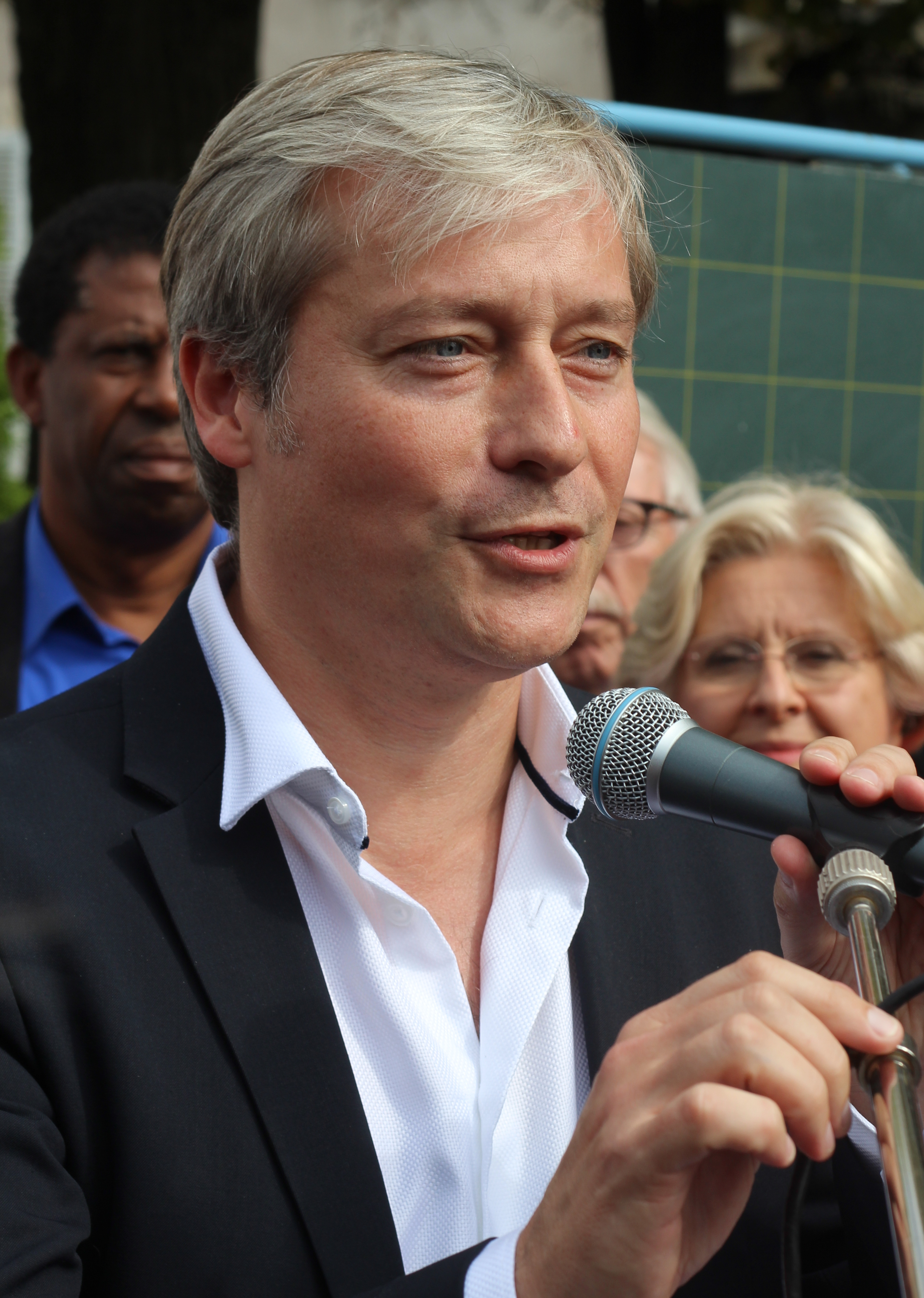
Laurent Hénart en 2014

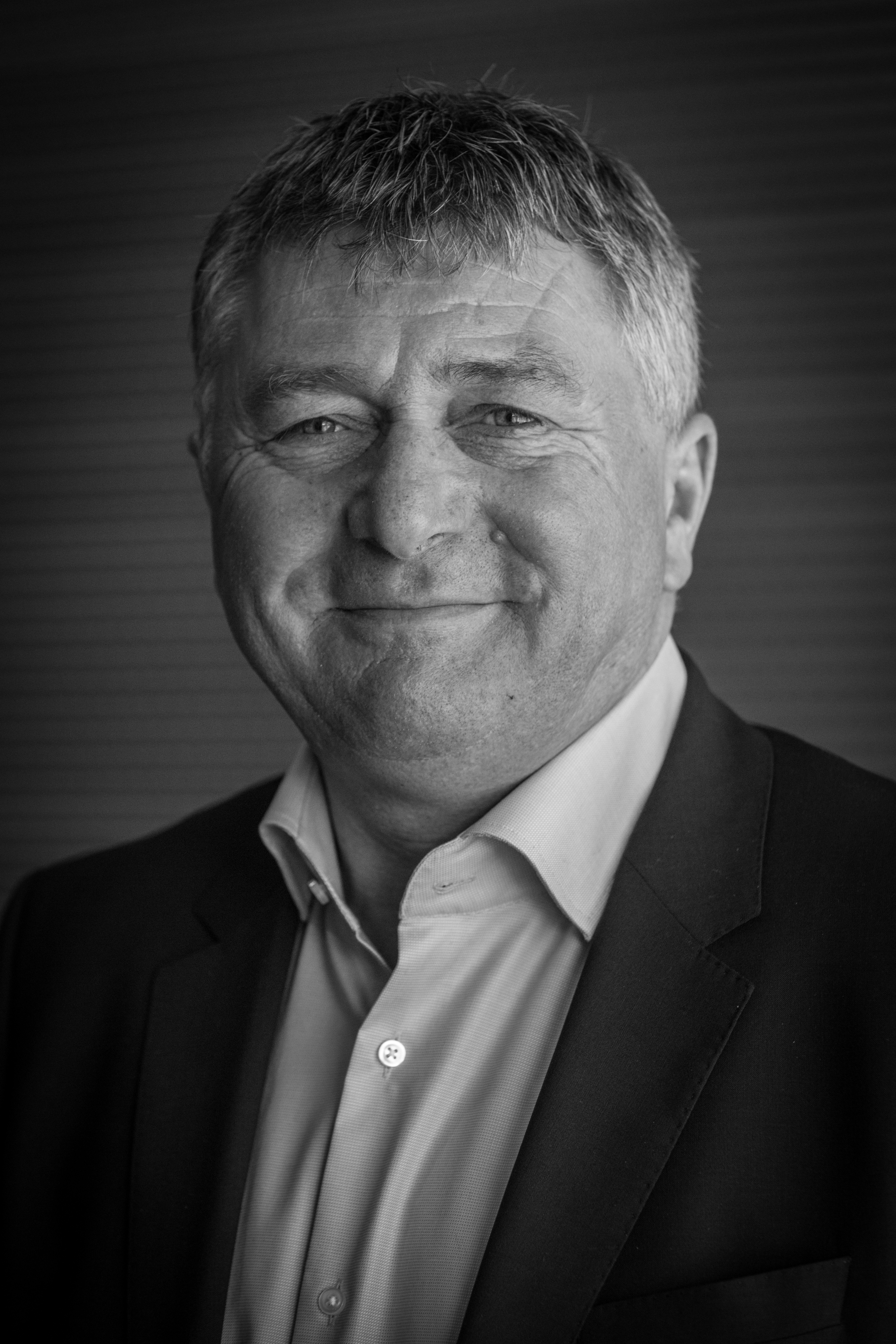
Édouard Jacque en janvier 2016

- Après 35 saisons consécutives passées dans l'élite, le FC Metz est rétrogradé en Ligue 2.
- L'ASPTT Metz est rebaptisé Handball Metz Métropole et remporte le titre national de handball féminin.
- Tournage à Saint-Jean-lès-Longuyonde Maigret : saison 1, épisode 39 Maigret et le fou de Sainte Clotilde[1].
- Tournage à Marville de Maigret : saison 1, épisode 39 Maigret et le fou de Sainte Clotilde[1]
- L'Eurozone de Forbach-Sud est créée[2].

### Avril
- 5 au 7 avril : 46ème Rallye de Lorraine remporté par Grégory Depoigny et Didier Villaume sur une Renault Mégane Maxi[3].
- 18 avril : la Coupe Korać est remportée par le SLUC Nancy basket[4].
- 22 avril au 1 mai : dans plusieurs villes de Lorraine, Metz, Nancy (entre 10 000 et 20 000 personnes[5]), comme ailleurs en France, des manifestations se sont déroulées pour protester contre la présente de Jean-Marie Le Pen au second tour de l'élection présidentielle.

### Mai
- 1 mai : les Lorrains descendent en masse dans la rue, comme partout en France, pour protester de la présence de Jean-Marie Le Pen au second tour de l'Élection présidentielle[4].

### Juin
- 19 juin : sont élus députés pour la XIIe législature (2002-2007, élections législatives de 2002) :
  - En Meurthe-et-Moselle : François Guillaume, Laurent Hénart, élu dans la 1re circonscription avec 54 % des suffrages face au député sortant, Jean-Jacques Denis (PS). Parmi les plus jeunes députés de l’Assemblée nationale, il est membre de la commission des Finances, et se fait connaître notamment pour son rapport sur le budget de l'enseignement supérieur, sur le mécénat et sur les lois de décentralisation. Édouard Jacque, élu dans la 7e circonscription, membre du groupe d'études sur la question du Tibet de l'Assemblée nationale[6]. Jean-Yves Le Déaut, Parti socialiste, réélu dans  la 6e circonscription. Nadine Morano : élue dans la 5e circonscription avec 56,26 % des voix au second tour, face à la députée sortante socialiste Nicole Feidt[7], elle siège à la commission des affaires culturelles et dans plusieurs groupes d'études, occupant la vice-présidence du groupe d'études de la Jeunesse, l'intégration et la citoyenneté et celui de la Sécurité intérieure.
  - En Meuse : François Dosé qui fait partie du groupe socialiste. Jean-Louis Dumont : de nouveau élu dans la 2e circonscription
  - En Moselle : Jean-Marie Aubron est réélu député pour la XIIe législature (2002-2007), dans la 8e circonscription de la Moselle (Rombas-Bouzonville). Il fait partie du groupe socialiste. André Berthol, membre de l'UMP, réélu dans la 7e circonscription. Jean-Marie Demange, membre de l'UMP. François Grosdidier qui reconquiert la circonscription de Metz 1 avec 55 % des voix. De retour à l'Assemblée nationale, il est rapporteur spécial du Budget de la Ville et de la Rénovation Urbaine. Denis Jacquat, réélu dans la 2e circonscription de la Moselle. Pierre Lang : député de la 6e circonscription de la Moselle. Céleste Lett : député de la 5e circonscription de la Moselle. Michel Liebgott, réélu dans la dixième circonscription de la Moselle. Alain Marty : élu dans la quatrième circonscription de la Moselle. Il fait partie du groupe UMP
  - dans les Vosges : Michel Heinrich; Gérard Cherpion; François Vannson; Jean-Jacques Gaultier.

### Août
- Chloé Froment est élue reine de la mirabelle[8].

### Octobre
- 3, 4, 5 et 6 octobre : Festival international de géographie, à Saint-Dié-des-Vosges, sur le thème : Géographie et religions, ces croyances, représentations et valeurs qui modèlent le monde.

### Novembre
- 6 novembre : 12 voyageurs du train de nuit reliant Paris à Vienne meurent brûlés ou asphyxiés dans l'incendie de leur wagon-lit près de la gare de Nancy[9],[4].

## Inscriptions ou classements aux titre des monuments historiques

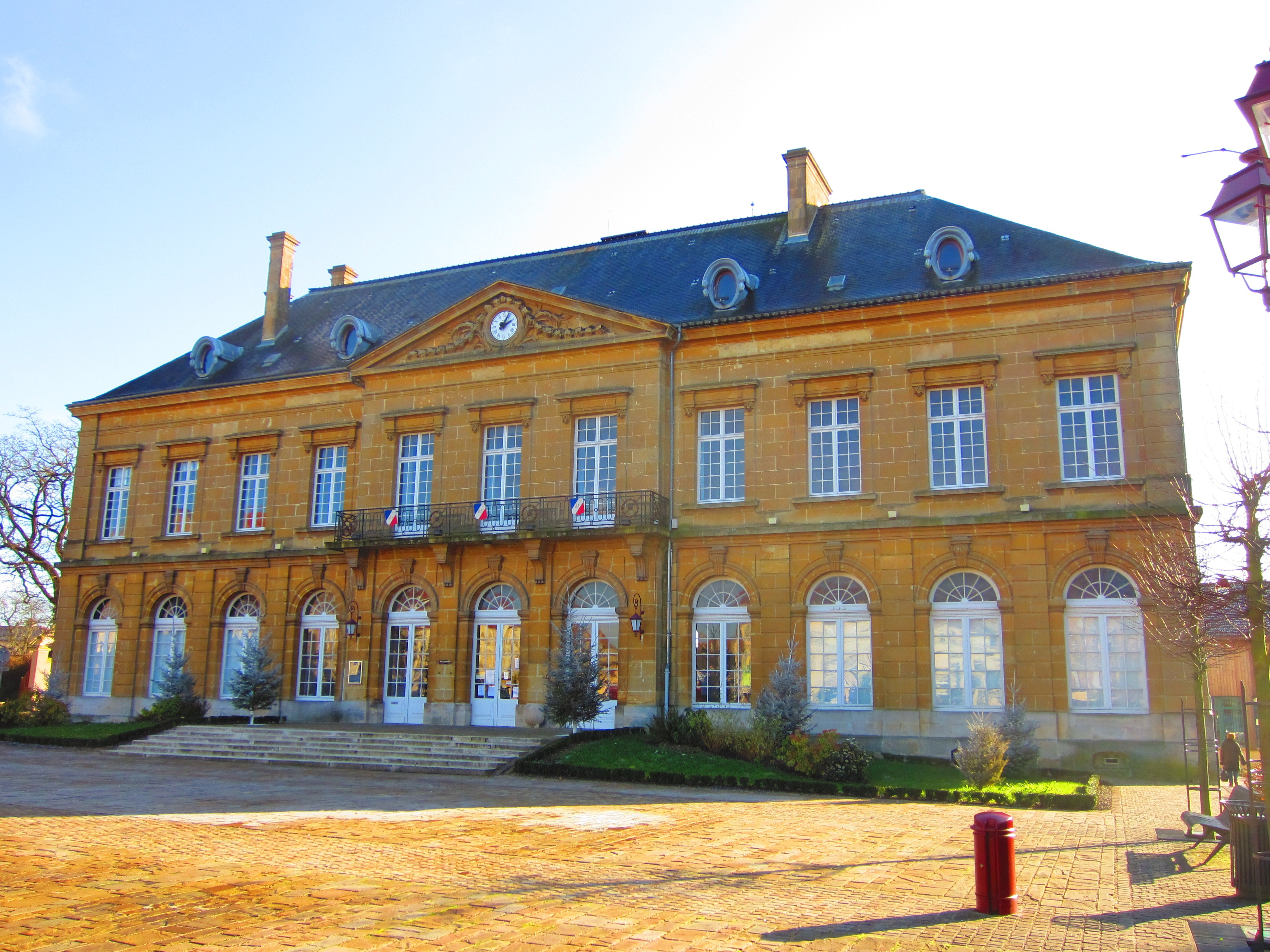
Hôtel de ville d'Etain

- En Meuse : Hôtel de ville d'Étain[10]; Synagogue de Verdun[11]
- En Moselle : Carreau du Siège Simon I et II[12]; Maison du pasteur Paul Ferry à Plappeville[13]
- Dans les Vosges : Fort de Bois-l'Abbé[14]; Fort d'Uxegney[15]

## Naissances

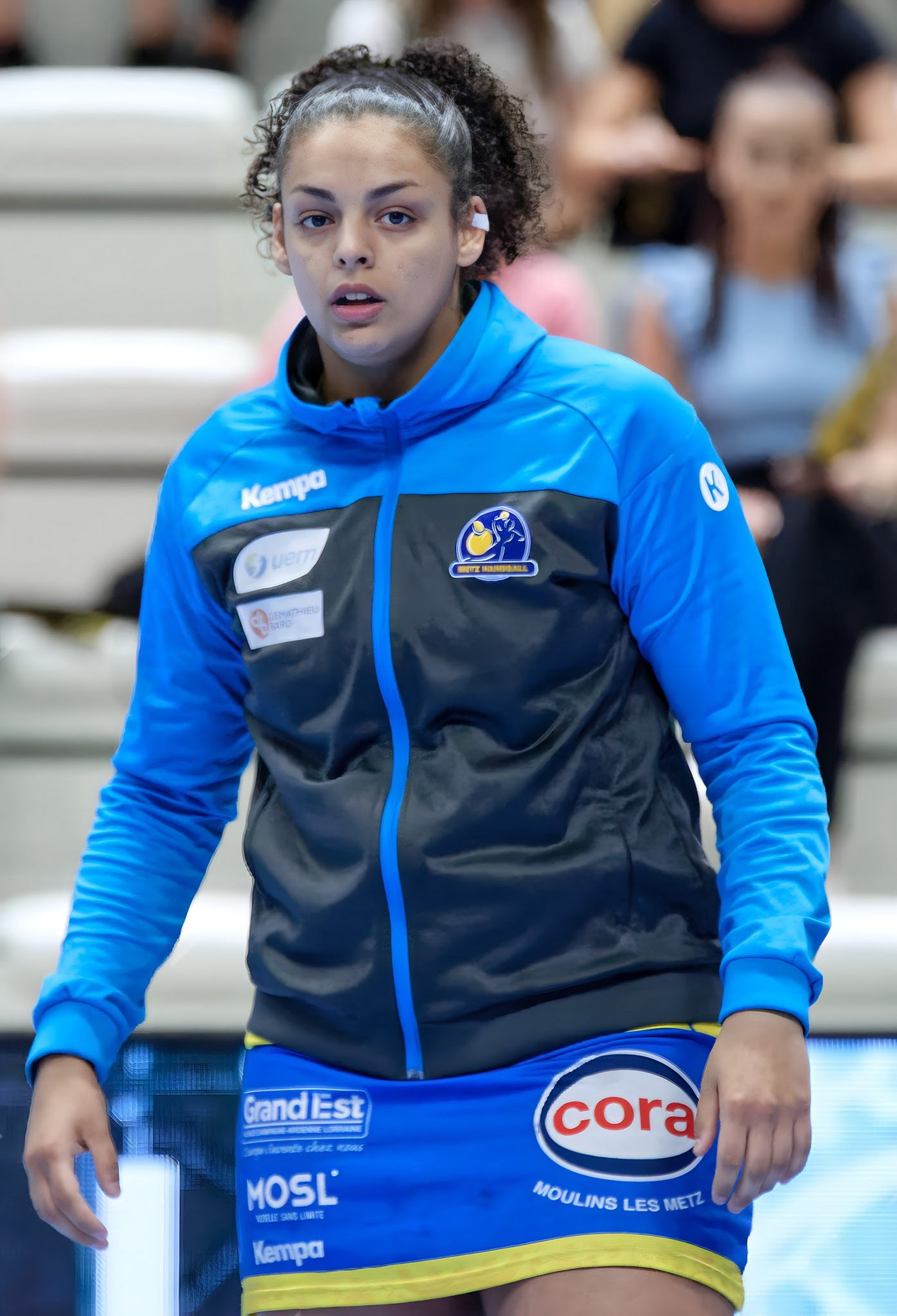
Sarah Bouktit.

- 2 janvier à Nancy : Victor Marcelot[16] à Nancy[17], rameur d'aviron français.
- 4 février à Metz : Harold Mayot, joueur de tennis français, professionnel depuis 2020.
- 2 mars à Thionville : Paola Locatelli, également connue sous le pseudonyme Paola Lct, influenceuse, mannequin, actrice et entrepreneuse française, née le 2 mars 2004 à Thionville.
- 16 mai à Montigny-lès-Metz : Kiliann Sildillia, est un footballeur français qui joue au poste d'arrière droit au SC Fribourg.
- 28 juin à Thionville : Tom Paquet, coureur cycliste luxembourgeois.
- 27 août à Mont-Saint-Martin (Meurthe-et-Moselle) : Sarah Bouktit[18], joueuse française de handball évoluant au poste de pivot.

## Décès
- 24 janvier à Laxou : Jeanne-Marie Aynard, parfois surnommée Sam, née à Paris le 19 septembre 1907[19], assyriologue et philologue française.
- 20 février à Vandœuvre-lès-Nancy: Philippe Schuth[20] né à Forbach, 15 décembre 1966, footballeur français, originaire de Freyming-Merlebach en Moselle, évoluant au poste de gardien de but.
- 22 février à Nancy : Albert Henry (né à Grand-Manil, le 20 mars 1910), philologue romaniste belge et un militant wallon.
- 2 mars  à Étain : Léon Caurla[21], né Léa Caurla le 4 septembre 1926 à Étain dans la Meuse, athlète français spécialiste du 100 m et 200 m féminin. Il fut en particulier 3e au championnat d'Europe d'Oslo en 1946 sur 200 m.
- 18 mars à Nancy : André Bernanose né le 17 juin 1912 à Nancy, physicien, chimiste et pharmacologue français.
- 21 mars à Neufchâteau : Bernard Lorraine, de son vrai nom Bernard Diez, artiste français né le 6 février 1933 à Greux (Vosges).
- 2 avril  à Moulins-lès-Metz : Ernst Stojaspal[22] (né le 14 janvier 1925 à Vienne en Autriche, footballeur autrichien, qui jouait attaquant puis entraîneur.
- 6 avril à Metz : Petru Dumitriu, écrivain roumain, est né le 8 mai 1924 à Baziaş dans le județ de Caraș-Severin en Roumanie. Il est mort d'une insuffisance cardiaque. Il avait soixante-seize ans[23].
- 10 septembre à Nancy : Jacques Choux, dit abbé Choux (né le 10 septembre 1919 à Lunéville, Meurthe-et-Moselle), érudit lorrain, historien français, historien de la Lorraine et ancien conservateur du Musée lorrain de Nancy.
- 27 octobre à Jœuf : Jean Morette, né le 17 août 1911 à Valleroy (Meurthe-et-Moselle), illustrateur et écrivain français.
- 13 novembre à Metz : Émile Engel, né le 23 octobre 1913 à Knutange (Moselle), homme politique français.
- 13 décembre à Vittel : Lucien Zins, né à Troyes (Aube) le 14 septembre 1922, nageur et éducateur français, directeur technique national de la natation de 1964 à 1973 puis directeur de la préparation olympique.